# Domna Khomiuk
Domna Maksimovna Khomiuk (en rus: Домна Максимовна Хомюк, cognom transliterat també: Khomyuk, Khomjuk, Homiuk, Homuk o Khumjuk, de soltera: Zakhàrova (en rus: Захарова)) (Koarrdõgk, Murmansk 10 de setembre de 1954) és una escriptora i música sami kildin de nacionalitat russa, que treballa per la recuperació de la llengua i la cultura sami a Rússia.
Va néixer a la siida Koarrdõgk (en sami kildin: Коа̄ррдэгк) en una família de nou fills. Els seus pares eren ramaders de rens i veterans de la segona Guerra mundial. A la dècada dels 60 la família, va traslladar-se a la petita ciutat Luyavr (en sami kildin: Луяввьр, en rus: Ловозеро (Lovòzero)), igual que molts altres samis. Khomiuk va estudiar zootècnica a 'Escola Tècnica d'Agricultura de Sortavala i va treballar en una cooperativa agrícola i després en l'administració.
Khomiuk de petita estava familiaritzada amb el luvvt (en sami kildin: лыввьт), la varietat kildin del yoik, ja que la seva mare n'era una cantant coneguda. Ella va començar a involucrar-se en l'estudi i la recuperació d'aquest cant tradicional la dècada dels 2000, en col·laboració amb l'organització sami Juoigiid searvi (associació de yoikers). Des de llavors ha participat en diversos concerts i altres projectes relacionats amb a cultura sami arreu d'Europa, ha fundat un cor infantil, ha format part de diferents organitzacions samis, i ha organitzat classes de sami kildin per a infants.
El 2002 es va presentar per primera vegada en el concurs de música Sámi Grand Prix en la categoria de yoik, amb el luvvt Luojavr sobre la seva ciutat Lovozero. Els anys 2003 i 2019 hi va participar junt amb la seva germana Anfissa Aguéieva, en la mateixa categoria. El 2019 li va ser concedir el premi Áillohaš per la seva trajectòria en la música sami i per la seva tasca de recuperació i difusió del luvvt. Va tornar a competir en el Sámi Grand Prix el 2021 amb el luvvt  Па̄ррьшя вӣгэтҍ (Parrša vigket) amb lletra basada en un poema seu sobre un noi que s'equivoca però aprèn dels seus errors.